# Гамильтон, Джеймс, 4-й герцог Гамильтон
Генерал-лейтенант Джеймс Дуглас-Гамильтон (11 апреля 1658 — 15 ноября 1712) — шотландский аристократ, 4-й герцог Гамильтон (1698—1712) и 1-й герцог Брендон (1711—1712), первый пэр Шотландии и наследственный хранитель Холирудского дворца. Лорд-лейтенант Ланкашира (1710—1712) и вице-адмирал Ланкашира (1712), посол Великобритании во Франции (1683—1684, 1712).

## Молодость
Родился в семейном дворце в Гамильтоне (Ланаркшир). Старший сын Уильяма Дугласа (1634—1694), 1-го графа Селкирка (1646—1690), и Анны Гамильтон (1631—1716), 3-й герцогини Гамильтон (1651—1698). Его отец Уильям Дуглас в 1660 году изменил фамилию на Дуглас-Гамильтон.
Джеймс Гамильтон до 1698 года носил титул графа Аррана. Он через свою мать Анну был потомком шотландской королевской династии Стюартов и имел претендовать на королевские престолы Шотландии и Англии. Получил домашнее образование под руководством ряда воспитателей, затем учился в университете Глазго. Затем он отправился в гран-тур, модный среди знатных дворян того времени, на континент.
В 1679 году Джеймс Гамильтон был назначен спальным дворянином при английском короле Карле II Стюарте. В 1683-1684 годах в качестве посла Англии находился при дворе короля Франции Людовика XIV. Граф Арран находился во Франции в течение года, принимал участие в двух военных кампаниях. После возвращения в Англию перешел на сторону нового короля Якову II Стюарту, показав ему рекомендательные письма от Людовика XIV. Новый английский монарх утвердил графа Аррана в его прежних должностях. В 1687 году стал кавалером Ордена Чертополоха.
В 1688 году после отстранения от власти короля Якова II Стюарта граф Арран отказался переходить на сторону его противника, голландского статхаудера Вильгельма Оранского, который вступил на английский трон под именем Вильгельма III. Граф Арран, подозреваемый в интригах против Вильгельма, дважды попадал в тюрьму в Тауэре, но каждый раз его освобождали без предъявления обвинений.

## Герцог Гамильтон
В 1694 году скончался Уильям Дуглас, 1-й граф Селкирк, отец графа Аррана. В июле 1698 года Анна Гамильтон, герцогиня Гамильтон, отказалась от всех своих титулов в пользу короля Англии Вильгельма Оранского, который через месяц передал их Джеймсу Гамильтону. Он был утвержден в титулах герцога Гамильтона, маркиза Клайдсдейла, графа Аррана, Ланарка и Кембриджа. Новый герцог Гамильтон, несмотря на лояльность его родителей к новому королю Вильгельму Оранскому, подозревался в сочувствии к якобитам.

## Проект «Дарьен»иАкт об унии (1707)
Гамильтоны создали политическую группировку в поддержку колонизации Дарьена в парламенте Шотландии. Шотландия попыталась основать собственную колонию в Центральной Америке в заливе Дарьен (ныне территория Панамы) в конце 1690-х годов. Джеймс Гамильтон и его мать Анна активно вкладывали деньги в две экспедиции в Дарьен, которые окончились провалом.
Дарьенский проект почти обанкротил Шотландию. Ряд видных шотландских вельмож обратились к Вестминстеру с просьбой покрыть национальный долг Шотландии и стабилизировать её валюту. Шотландские дворяне и купцы поняли, что самостоятельно Шотландия не сможет играть важную роль в политике, и захотели воспользоваться плодами успехов растущей Английской империи. Однако герцог Гамильтон, претендовавший на королевский трон Шотландии, возглавил дворянскую партию, которая выступала против заключения унии Шотландии с Англией. Джеймс Гамильтон, будучи потомком через свою мать шотландской династии Стюартов, был старшим из претендентов на шотландский королевский трон в том случае, если Шотландия отказалась признать своей королевой и наследницей Стюартов Софию Ганноверскую, внучку по материнской линии короля Шотландии и Англии Якова I Стюарта.
Во время заключения акта об унии герцог Гамильтон действовал неэффективно, колеблясь между сторонниками унии и сторонниками независимости Шотландии. В 1707 году во время последнего голосования об англо-шотландской унии Джеймс Гамильтон воздержался от голосования и остался в своём дворце Холируд, заявив о своём недомогании из-за зубной боли.
В 1711 году Джеймс Гамильтон, герцог Гамильтон, получил титул герцога Брендона (графство Саффолк) и стал пэром Великобритании. В дополнение к герцогскому титулу, Гамильтону был пожалован титул барона Даттона в графстве Чешир. В октябре 1712 года он стал кавалером Ордена Подвязки. В том же году вторично был послом Великобритании во Франции.

## ДуэльвГайд-парке
После смерти в 1702 году Фиттона Джеральда, 3-го графа Макклсфилда, не оставившего наследников, начались разногласия из-за его наследства в графстве Чешир. Фиттон Джеральд назначил своим наследником своего боевого друга Чарльза Моуна, 4-го барона Моуна. Герцог Гамильтон, женатый на Элизабет Джеральд — внучке Чарльза Джеральда, 1-го графа Макклсфилда и племяннице умершего 3-го графа, — заявил о своих претензиях на наследство.
После судебных процессов барон Моун вызвал герцога Гамильтона на поединок. Дуэль состоялась утром 15 ноября 1712 года. Во время поединка в Гайд-парке (Вестминстер) противники смертельно ранили друг друга.

## Семья и дети
В 1686 году Джеймс Гамильтон женился на леди Энн Спенсер (1667—1690), дочери Роберта Спенсера (1641—1702), 2-го графа Сандерленда (1643—1702), и Энн Дигби (1646—1715). У них было две дочери, умершие в младенчестве.
В 1698 году вторично женился на Элизабет Джеральд (1680—1743), дочери Дигби Джеральда (1662—1684), 5-го барона Джеральд, и Элизабет Джеральд (1659—1699/1700). Дети:
- леди Элизабет Гамильтон (1699—1702)
- леди Кэтрин Гамильтон (ок. 1700 — 1712)
- леди Шарлотта Гамильтон (ок. 1701 — 1774), муж с 1736 года мистер Чарльз Эдвин (?—1750)
- Джеймс Гамильтон (1703—1743), 5-й герцог Гамильтон и 2-й герцог Брендон (1712—1743)
- лорд Уильям Гамильтон[англ.] (ок. 1705 — 1734)
- леди Сьюзен Гамильтон (1706—1753), муж с 1736 года Энтони Трэйси Кек (?—1769)
- лорд Энн Гамильтон (1709—1748), предок 13-герцога и последующих герцогов Гамильтон.

Кроме того, у Джеймса Гамильтона было два внебрачных сына: Джеймс Аберкромби (до 1680 — 1724) и Чарльз Гамильтон (1691—1754), а также две дочери.